# Aina Ulmane
Aina Ulmane z domu Štelce (ur. 20 września 1939) – łotewska ekonomistka, urzędnik państwowa, w latach 1993–1999 pierwsza dama Łotwy.

## Życiorys
Urodziła się w rodzinie wielodzietnej. Po ukończeniu szkoły średniej w miejscowości Salacgrīva studiowała na Wydziale Ekonomii Łotewskiego Uniwersytetu Państwowego (LVU), po czym pracowała w zawodzie (w Komisji Planowania Państwowego i Ministerstwie Gospodarki).
Od 1962 zamężna z Guntisem Ulmanisem, ze związku tego urodziło się dwoje dzieci: syn Alvils i córka Guntra. Jako pierwsza dama Łotwy w latach 1993–1999 objęła patronat nad Łotewskim Towarzystwem Zwalczania Gruźlicy, współpracowała również m.in. z Łotewską Fundacją na Rzecz Dzieci oraz Narodowym Centrum Rehabilitacji "Vaivari".